# Laxmannia compacta
Laxmannia compacta is een vaste plant uit het geslacht Laxmannia (Aspergefamilie). De soort werd in 1986 als nieuw beschreven door de Australische botanici P.I. Forster en J.G. Conran. Voordien werd deze plant tot de soort Laxmannia gracilis R.Br. gerekend. Maar statistische analyse van de kenmerken van exemplaren die als Laxmannia gracilis waren gedetermineerd wees erop dat die groep uit twee delen bestond, en dat het om twee onderscheiden soorten ging.
L. compacta komt voor in het oosten van Australië (het zuidoosten van Queensland en het noordoosten van New South Wales).